# 电鳐科
電鰩科（學名：Torpedinidae），又名电鱝科，通稱電鰩、电鱝或電魟，是板鰓亞綱電鰩目的其中一科。

## 分布
本目分布於世界各溫、熱帶海域。

## 深度
水深10至350公尺。

## 特徵
本科頭部、軀幹部及胸鰭混成一體，為肥厚而光滑之體盤，與尾部顯然區分。尾部可能與體盤等長，但多數較短，兩側通常各有一縱走之皮摺，基部較寬。胸鰭小形。背鰭一枚、二枚或缺如。尾鰭發育完全。眼小，深海種類往往退化或消失。具發電器，分別為於頭側(鰓裂外側)與胸鰭(近於邊緣)之間，向前達眼之水平位，向後超越第五鰓裂，近於胸鰭後緣。

## 分類
電鰩科下分2個屬，如下：

### 大電鱝屬（英语：Tetronarce）Tetronarce
- 加州大電鱝 Tetronarce californica
- 高里大電鱝 Tetronarce cowleyi
- 費氏大電鱝 Tetronarce fairchildi
- 台灣大電鱝 Tetronarce formosa ：又稱台湾电鳐。
- 麥氏大電鱝 Tetronarce macneilli ：又稱麥氏電鰩。
- 小盤大電鱝 Tetronarce microdiscus
- 地中海大電鱝 Tetronarce nobiliana ：又稱珍電鰩、地中海電鱝。
- 西方大電鱝 Tetronarce occidentalis
- 祕魯大電鱝 Tetronarce peruana ：又稱祕魯電鰩。
- 砂大電鱝 Tetronarce puelcha
- 半海大電鱝 Tetronarce semipelagica
- 東京電鱝 Tetronarce tokionis ：又名東京電鰩、圓電鰩。
- 特里梅大電鱝 Tetronarce tremens

### 電鱝屬（英语：Torpedo）Torpedo
- 亞丁灣電鰩 Torpedo adenensis ：又稱亞丁灣電鱝。
- 埃及電鰩 Torpedo alexandrinsis ：又稱埃及電鱝。
- 安德森電鰩 Torpedo andersoni ：又稱安德森電鱝。
- 博喬電鰩 Torpedo bauchotae ：又稱博喬電鱝。
- 黑斑電鰩 Torpedo fuscomaculata ：又稱黑斑電鱝。
- 麥克電鰩 Torpedo mackayana ：又稱麥克電鱝。
- 石紋電鰩 Torpedo marmorata ：又稱石紋電鱝。
- 魔電鰩 Torpedo panthera ：又稱魔電鱝。
- 雲紋電鰩 Torpedo sinuspersici ：又稱雲紋電鱝。
- 休氏電鰩 Torpedo suessii ：又稱休氏電鱝。
- 普通電鰩 Torpedo torpedo ：又稱電鱝。

## 生態
本科魚種屬於溫、熱帶沿岸淺水域底棲魚類，具地域分布性，以底棲無脊椎動物及魚類為食。一次可放電10至220伏特，用於捕食或防禦。活動力差，獨居或群居，依種類及成長度而有所不同。卵胎生。某些種類放電量大，足以致人癱瘓，為海中危險動物。

## 經濟利用
不具實用價值，僅做下雜魚處理。